# Clinteroides cariosa
Clinteroides cariosa är en skalbaggsart som beskrevs av Oliver Erichson Janson 1877. Clinteroides cariosa ingår i släktet Clinteroides och familjen Cetoniidae. Inga underarter finns listade i Catalogue of Life.